# Carl Jakob Örnberg
Carl Jakob Örnberg, född 27 oktober 1779, död 25 augusti 1845 i Piteå stadsförsamling, Norrbottens län, var en svensk borgmästare.

## Biografi
Carl Jakob Örnberg föddes 1779. Han var son till kyrkoherden Olof Örnberg i Nederkalix församling och Margareta Warg. Örnberg blev 1795 student vid Uppsala universitet och blev 1809 auditör vid lantvärnet. Han blev 1810 borgmästare i Piteå stad och var riksdagsman vid riksdagen 1812, riksdagen 1815 och riksdagen 1817–1818. Örnberg var 1818–1828 assessor i Kommerskollegium. Han avled 1845.

### Familj
Örnberg gifte sig 1812 med Helena Katarina Degerman.